# Herrmannův dům
Herrmannův dům je jeden z řadových měšťanských domů na Velkém náměstí v Hradci Králové.

## Historie
Dům byl původně gotický, v 18. století pak došlo k rozsáhlé klasicistní přestavbě. V roce 1930 byl objekt upraven a modernizován (především fasáda).
V roce 1964 byl dům zapsán na seznam kulturních památek. V roce 2010 proběhla výměna oken.
Parter domu je využíván komerčně.

## Architektura
Jedná se o řadový dvoupatrový zděný dům průjezdového typu, se sedlovou střechou. V budově se zachovala původní gotická dispozice sklepů (valené klenby). Klenuté jsou i prostory v přízemí (pruská placka, klášterní klenba). Průčelí směřující do náměstí je v přízemí trojosé, jinak šestiosé. Vstup je v přízemí umístěn v pravé ose, dřevěná dvoukřídlá vstupní vrata nesou neorenesanční motivy. Střední a levou osu tvoří novodobě zřízené výkladce. Fasáda přízemí je zdobena velmi jemnou pásovou rustikou, otvory mají ploché šambrány. Fasáda je členěna převážně horizontálně: římsami, pásem ornamentálního vlysu pod okny ve druhém patře a nízkou atikou. Zatímco okna v prvním patře jsou vsazena v šambránách, ve druhém patře jsou lemována lizénovými rámy. Nově vsazené okenní výplně (2010) napodobují starší čtyřdílné členění.